# 12729 Berger
För andra betydelser, se Berger (olika betydelser).
12729 Berger eller 1991 RL7 är en asteroid i huvudbältet som upptäcktes den 13 september 1991 av de båda tyska astronomen Freimut Börngen och Lutz D. Schmadel vid Tautenburg-observatoriet. Den är uppkallad efter den tyske läkaren Hans Berger.